# Cap Saint-Augustin
Pour le cap Saint-Augustin au Brésil, voir Cabo de Santo Agostinho.
Pour les articles homonymes, voir Saint-Augustin.
Le cap Saint-Augustin est un cap du sud-ouest de l'île de Madagascar, dans le sud-ouest de l'océan Indien. Il relève de la province de Tuléar. 